# Chora Naga
Chora Naga fou rei de Sri Lanka, fill de Walagambahu I i successor del seu cosí Mahakuli. Va regnar del 61 al 50 aC.
Era fill de Walagambahu amb el que va fugir quan els dràvides van ocupar la capital. Va acabar dirigint un grup de bandits mentre el pare s'inclinava com a successor pel fil adoptiu Mahakuli. Molts monjos li van girar l'esquena cosa que Chora Naga no els va perdonar i va arrasar molts santuaris quan va arribar al poder.
A la mort del seu cosí, Chora Naga, el poder del qual havia augmentat, es va fer proclamar rei. Sota el seu regnat hi va haver una epidèmia de fam a l'illa.
Va governar dotze anys i fou assassinat per un dels seus súbdits. El fill de Mahakuli, Kudatissa, el va succeir.